# Lindlövens IF
Der Lindlövens IF ist ein 1976 gegründeter schwedischer Eishockeyklub aus Lindesberg. Die Mannschaft spielt in der drittklassigen Hockeyettan.

## Geschichte
Der Lindlövens IF wurde 1976 gegründet. Die Mannschaft setzte sich in der Saison 2004/05 in der Relegation durch und stieg in die drittklassige Division 1 auf. Seither konnte sich der Lindlövens IF in der Liga, die inzwischen Hockeyettan genannt wird, etablieren.

## Bekannte ehemalige Spieler
- Ľuboš Pisár